# Sistema legal de Macao

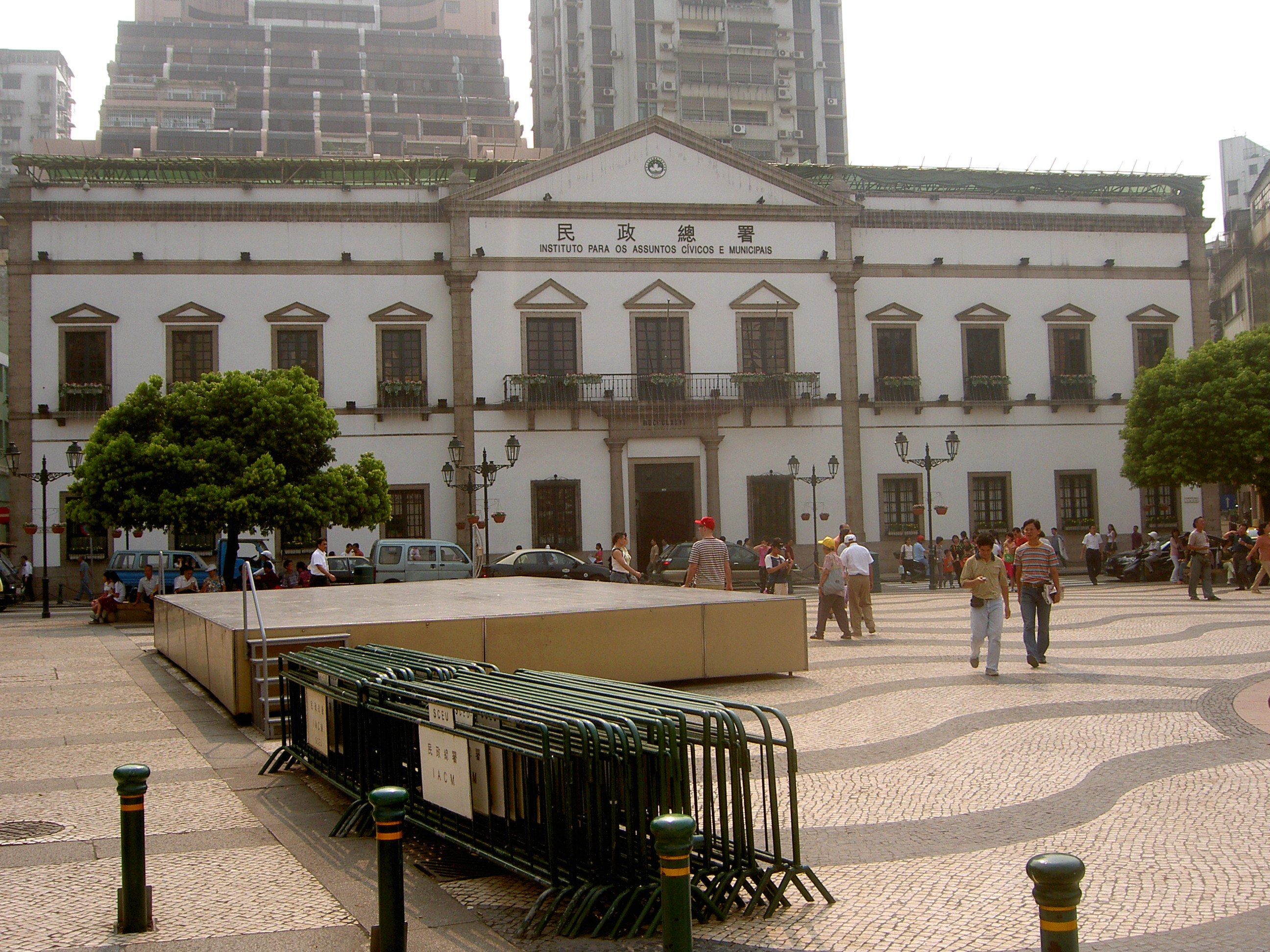
Antiguo Senado de Macao

La ley de Macao se basa ampliamente en la ley portuguesa y, por lo tanto, forma parte de la tradición del derecho civil de los sistemas legales de Europa continental . La ley portuguesa está muy influenciada por la ley alemana. Sin embargo, muchas otras influencias están presentes, incluida la ley china, italiana y algunos aspectos limitados del derecho anglosajón .
El código legal de Macao está escrito en portugués; por lo tanto, los estudiantes de derecho de la Universidad de Macao toman sus clases en portugués.

## Ley Constitucional
El ápice del sistema legal es la Ley Básica de la Región Administrativa Especial de Macao, una ley china aprobada de acuerdo con y debido a la Declaración Conjunta Sino-Portuguesa sobre la Cuestión de Macao (un tratado internacional que está oficialmente archivado en la ONU) y con artículo 31 de la Constitución de la República Popular China. Dentro de Macao, la Ley Básica tiene rango constitucional. La Ley Básica de Macao sigue el modelo de la Ley Básica de Hong Kong, aunque no es totalmente igual, ya que está influenciada por la Constitución portuguesa en algunos puntos como, por ejemplo, normas relativas a los derechos fundamentales. El Pacto Internacional de Derechos Civiles y Políticos se aplica en Macao.

## La Transferencia de Poder
El ordenamiento jurídico de Macao no se modificó sustancialmente en 1999, como consecuencia del traspaso de poder de Portugal a la República Popular China, dado que existe un principio de continuidad del ordenamiento jurídico preexistente, según el cual todas las fuentes en vigor antes a la transferencia de soberanía siguió aplicándose, con algunas excepciones menores que se especificaron en diciembre de 1999.

## Sistema Judicial
Los tribunales de la Región Administrativa Especial de Macao están estructurados en tres niveles y tienen poder final de resolución de conflictos, excepto en áreas muy limitadas. El Tribunal de Apelación Final tiene tres jueces y el Tribunal de Segunda Instancia tiene cinco jueces. Los juicios generalmente eran escuchados por un tribunal de tres jueces, excepto en el Tribunal Administrativo, donde solo 1 juez manejaba el caso.
Antes de 1991, el sistema judicial de Macao era un subdistrito judicial del sistema legal portugués y estaba afiliado al Distrito Judicial de Lisboa ( en portugués: Judicial da Comarca de Lisboa). El Tribunal Superior de Justicia de Macao reemplazó la función de Tribunal de Apelación del Distrito Judicial de Lisboa, fue reemplazado por el Tribunal de Segunda Instancia después del traspaso.
Para 2018, ninguno de los jueces de los tribunales penales era portugués. En 2018, Reuters declaró: "Los tribunales han dejado de proporcionar traducciones al portugués en gran medida".
Los tribunales antes del traspaso en 1999:
- Tribunal Constitucional de la República de Portugal
- Distrito Judicial de Lisboa
- Tribunal Superior de Justicia de Macao
  - Tribunal de Competencia General
  - Tribunal Administrativo
  - Tribunal de Audiencia Preliminar Penal
  - Tribunal de Cuentas.

Los tribunales actuales están compuestos por:
- Tribunal de apelación final (en chino tradicional, 終審法院; en portugués: Tribunal de Ultima Instância)
  - Tribunal de Segunda Instancia (en chino tradicional, 中級法院; ; en portugués: Tribunal de Segunda Instância)
    - Tribunal primario – (en chino tradicional, 初級法院; en portugués: Tribunal Judícial de Base)
    - Tribunal Administrativo – (en chino tradicional, 行政法院; en portugués: Tribunal Administrativo)

## Macao como un Sistema de Derecho Civil
Macao es típicamente un sistema de derecho civil, en el que la legislación es la principal fuente de derecho. La jurisprudencia, aunque claramente relevante, no es una fuente importante de derecho. Macao tiene las cinco codificaciones 'clásicas': el Código Civil, el Código de Comercio, el Código de Procedimiento Civil, el Código Penal, el Código de Procedimiento Penal. Además, hay una serie de otras codificaciones más pequeñas (por ejemplo, en el campo del derecho administrativo).

## Escuelas de Derecho
La Facultad de Derecho de la Universidad de Macao se creó a fines de la década de 1980 y actualmente ofrece títulos y programas de derecho impartidos en chino y portugués. También ofrece dos programas de maestría y posgrado en inglés, uno en derecho de la Unión Europea, internacional y comparado, y otro en derecho comercial internacional . Además, ofrece programas de doctorado en derecho.

## Persecutor Público
La Oficina del Ministerio Público ( en chino tradicional, 檢察院; en portugués: Ministério Público) es la autoridad judicial de Macao. Está dirigido por un fiscal general y asistido por un fiscal general adjunto. Las actividades jurídicas cotidianas están a cargo de los fiscales generales.

## Ley del Juego
Los juegos de azar en Macao han sido legales desde la década de 1850 cuando el gobierno portugués legalizó la actividad en la colonia autónoma. Desde entonces, Macao se ha hecho conocida en todo el mundo como la "capital mundial del juego"

## Empleados
En 2018, Macao tenía 49 juristas, diez de los cuales eran portugueses. Reuters declaró en 2018 que, según "expertos", "el gobierno contrataba cada vez más solo a chinos para trabajos como abogados, asesores y juristas".

## Otras lecturas
- Carvalho, Henrique (July 2018). «The beginnings of copyright law in Macau». The Journal of World Intellectual Property 21 (3–4): 176-200. doi:10.1111/jwip.12106.